# Presse en Islande
Cet article donne les principaux titres de presse en Islande.

## Presse actuelle
Les principaux journaux sont :
- Bæjarins Besta
- Dagblaðið Vísir (DV, fondé en 1981, hebdomadaire depuis 2006)
- Eyjan
- Fréttatíminn (2010)
- Iceland Review
- Morgunblaðið (1913, le seul quotidien du pays)
- Ríkisútvarpið
- Skessuhorn, journal de l'ouest de l'Islande
- The Reykjavík Grapevine, qui se décrit lui-même comme un journal
- Vikudagur, journal du nord de l'Islande
- Víkur Fréttir
- Vísir
- Viðskiptablaðið, journal économique

## Presse disparue
- Alþýðublaðið
- Dagur
- Eintak
- Helgarpósturinn
- Ísafold
- Pressan
- Þjóðviljinn
- Tíminn
- Vikublaðið
- 24 stundir, aussi connu sous le nom de Blaðið
- Fréttablaðið (2001-2023)

## Journaux en ligne
| nom                                 | date de création  | sujet      | langue            |
| ----------------------------------- | ----------------- | ---------- | ----------------- |
| Athafnagleði ehf                    | 7 décembre 1999   | local      | islandais         |
| Árvakur hf                          | 2 février 1998    | général    | islandais         |
| DV ehf                              | 20 novembre 2003  | général    | islandais         |
| Fröken ehf                          | 21 août 2003      | local      | anglais           |
| Kjarninn miðlar ehf                 | 1er juin 2013     | général    | islandais         |
| Myllusetur ehf                      | 24 septembre 1997 | économique | islandais         |
| Nordic eMarketing International ehf | 12 février 2008   | local      | islandais         |
| Nýprent ehf                         | 27 juillet 2005   | local      | anglais           |
| Ríkisútvarpið ohf                   | 17 février 1995   | général    | islandais         |
| Skessuhorn ehf                      | 7 décembre 1998   | local      | islandais         |
| Útgáfufélagið Heimur hf             | 1996              | local      | anglais, allemand |
| Útgáfufélagið Stundin ehf           | Février 2015      | général    | islandais         |
| Vefpressan ehf                      | 28 février 2009   | général    | islandais         |
| Víkurfréttir ehf                    | 11 juin 1998      | général    | islandais         |
| 365 miðlar ehf                      | 7 juin 2002       | général    | islandais         |